# Phytocoris albitylus
Phytocoris albitylus är en insektsart som beskrevs av Knight 1926. Phytocoris albitylus ingår i släktet Phytocoris och familjen ängsskinnbaggar. Inga underarter finns listade i Catalogue of Life.